# Флюк (фильм)
«Флюк» (англ. Fluke) — фильм американского режиссёра Карла Карлея, 1995 год. Главная роль исполнялась несколькими золотистыми ретриверами и ирландскими сеттерами.

## Сюжет
В основе сюжета — реинкарнация человека в собаку. Преуспевающий бизнесмен погибает в автокатастрофе. В то же время на свет появляется щенок. Вскоре щенок начинает вспоминать, что когда-то он был человеком, и что у него есть жена и сын, и наконец что в его смерти, как он считает, виноват его компаньон. Щенок-человек попытается найти свою семью, но у него на пути возникнут всевозможные трудности, одна из которых — он не умеет быть собакой. Пройдя через все испытания, он отыщет своих родных, сумеет объяснить кто он на самом деле, и узнает всю правду о своём друге-компаньоне.

## В ролях
| Актёр                     | Роль                             |
| ------------------------- | -------------------------------- |
| Бадди                     | Флюк (озвучивает: Мэттью Модайн) |
| Мэттью Модайн             | Томас П. Джонсон                 |
| Нэнси Трэвис              | Кэрол Джонсон                    |
| Макс Померанк             | Брайан Джонсон                   |
| Эрик Штольц               | Джефф Ньюман                     |
| Сэмюэл Л. Джексон (голос) | Румбо лучший друг Флюка          |
| Билл Коббс                | Берт                             |
| Рон Перлман               | Сильвестр                        |
| Джон Полито               | босс                             |
| Коллин Уилкокс            | Белла                            |

## Награды и номинации
- 1996 — «Сатурн» номинации — Лучший фэнтези-фильм, Лучший молодой актёр/актриса (Макс Померанц).

## Критика
Фильм встретил плохой приём критиков и вообще потерпел коммерческую неудачу, собрав в прокате в США только $4 000 000. К тому же, на сайте Rotten Tomatoes, посвящённом кинообзорам, получив около 38 % положительных отзывов, «Флюк» был удостоен «почётного» звания «Rotten». Несмотря на это, в 1996 году фильм был номинирован Академией Научной Фантастики, Фэнтези и Хоррора на звание Лучшего Фильма-фэнтези, а Макс Померанк, сыгравший сына главного героя — на номинацию «Лучшая детская роль».